# Віктор Даміан Саес
Віктор Даміан Саес-і-Санчес Майор (ісп. Víctor Damián Sáez y Sánchez Mayor; 12 квітня 1776 — 3 лютого 1839) — іспанський священник (канонік) і політичний діяч, державний секретар країни від жовтня до грудня 1823 року.